# Lesparrou
Lesparrou (okzitanisch L’Esparron) ist eine französische Gemeinde mit 233 Einwohnern (Stand 1. Januar 2022) im Département Ariège in der Region Okzitanien. Sie gehört zum Kanton Pays d’Olmes und zum Arrondissement Pamiers.
Nachbargemeinden sind La Bastide-sur-l’Hers im Nordwesten, Le Peyrat im Norden, Sainte-Colombe-sur-l’Hers im Nordosten, Rivel im Osten, Bélesta im Südosten, L’Aiguillon im Süden, Saint-Jean-d’Aigues-Vives im Südwesten und Dreuilhe im Westen. 

## Bevölkerungsentwicklung
| Jahr      | 1962 | 1968 | 1975 | 1982 | 1990 | 1999 | 2008 | 2016 |
| --------- | ---- | ---- | ---- | ---- | ---- | ---- | ---- | ---- |
| Einwohner | 458  | 387  | 366  | 291  | 290  | 265  | 243  | 232  |